# Placer megye
Placer megye az Amerikai Egyesült Államokban, azon belül Kalifornia államban található. Megyeszékhelye Auburn. Lakosainak száma 404 739 fő (2020. április 1.). Placer megye Sutter, El Dorado, Sacramento, Nevada, Douglas, Yuba, Carson City és Washoe megyékkel határos.

## Népesség
A megye népességének változása:
| Lakosok száma | 350 137 | 356 946 | 361 420 | 367 309 | 375 391 | 398 329 | 404 739 |
|               | 2010    | 2011    | 2012    | 2013    | 2015    | 2019    | 2020    |